# Rhopalophora nigriventris
Rhopalophora nigriventris är en skalbaggsart som beskrevs av Bates 1885. Rhopalophora nigriventris ingår i släktet Rhopalophora och familjen långhorningar.
Artens utbredningsområde är Guatemala. Inga underarter finns listade i Catalogue of Life.